# 風疹ワクチン
風疹ワクチン（ふうしんワクチン）とは、風疹の予防に用いられるワクチンである。

## 概説
初回のワクチン投与から約2週間ほどで95%の人に免疫がつく。予防接種を受けてる人口の多い国での風疹や先天性風疹症候群の発症は稀である。 幼児期に予防接種を受けてる人口が少ない場合、特に妊娠出産期の女性は予防前の小児や風疹ウイルスとの暴露の機会が増え、先天性風疹の発症率が高くなる。よって、80%以上の人口が予防接種をすることは重要なことである。
世界保健機関（WHO）は全ての人に風疹ワクチンの定期予防接種を推奨している。もし人口の全体が予防接種を受けてない場合、最低限妊娠出産適齢期のパートナーは予防接種を受けるべきである。妊娠している人や免疫機能が非常に乏しい人には投与するべきではない。1回の投与で95%の人々に免疫はつくが、2回投与されることで、確実に免疫獲得ができる。
一般的に副作用は軽度である。穿刺患部の発熱、発疹、痛み、赤みが生じることがある。女性には接種後から1～3週間ほど関節に痛みが生じることがある。重度のアレルギーはまれである。風疹ワクチンは弱毒化ウイルスのワクチンである。
この単体ワクチンは、複数の生ワクチンと組み合わせたものがある。麻疹ワクチン、おたふくかぜワクチン、風疹ワクチンの組み合わさったMMRワクチン、または麻疹ワクチンと風疹ワクチンのMRワクチン、麻疹ワクチン、おたふくかぜワクチン、風疹ワクチン、水痘ワクチンの組み合わさったMMRVワクチンがある。
風疹ワクチンが承認されたのは1969年である。このワクチンは世界保健機関の必須医薬品リストに掲載されており、医療制度に必要な最も効果的で安全な医薬品である。2009年には世界130以上の国の定期的予防接種の1つになっている。2014年の開発途上国でのMMRワクチンの卸売価は1投与$0.24米ドルである。 米国では$50～$100米ドルで売られている。